# Henriette Bitzius-Zeender
Henriette Bitzius-Zeender (Bern, 8 augustus 1805 - aldaar, 14 juni 1872) was een Zwitserse redactrice. Ze was de echtgenote van de Zwitserse schrijver Jeremias Gotthelf.

## Biografie

### Afkomst en opleiding
Henriette Bitzius-Zeender was de jongste van de drie kinderen van Emanuel Jakob Zeender, die hoogleraar was in de theologie aan de Academie van Bern, en van Marianne Fasnacht. Nadat ze op tweejarige leeftijd haar ouders verloor, werd ze opgevoed door haar grootouders van moederskant met haar broer Samuel Albrecht en zus Maria Anna Katharina. Haar grootvader, Jakob Albrecht Fasnacht, werd in 1808 tot pastoor in Lützelflüh benoemd. Ze bracht haar jeugd en jeugd door in Emmental, een regio waaraan ze haar hele leven gehecht bleef. Haar grootmoeder Katharina Fasnacht Lüthi kwam uit een boerengezin. Ze verbleef regelmatig in Jegenstorf, waar haar oom Johann Ludwig Fasnacht vanaf 1812 predikant was.
Henriette Zeender volgde een opleiding in een privé-instituut in Burgdorf volgens de principes van Johann Heinrich Pestalozzi. In 1821 werd ze naar het Guyot-pension in Saint-Blaise gestuurd, waar ze twee jaar bleef om haar opleiding te voltooien. Haar leermeester Johann Rudolf von Sinner hielp haar toen bij het vinden van plaatsen als gouvernante in Aarwangen en Kiesen. In 1823 verloofde ze zich met Bernhard Walthard, welke verloving echter werd verbroken in de periode 1828-1829. In 1829 keerde ze terug naar Lützelflüh bij haar grootvader, die weduwnaar was geworden, om er het huishouden te doen. Daar ontmoette ze Albert Bitzius (Jeremias Gotthelf) in 1831, toen hij de functie van suffragaanbisschop opnam. Ze trouwden in 1833 in Wynigen.

### Carrière
Haar huwelijk met een dominee gaf Bitzius-Zeender een duidelijk omschreven rol als figuur voorbeeldige dienst aan haar echtgenoot. Voortaan werd ze alleen gezien als de echtgenote, de moeder en de assistent van haar schrijver-echtgenoot, die publiceerde onder het pseudoniem Jeremias Gotthelf. Ze was de lezer en kopiist van zijn werken, terwijl ze enkele van zijn politieke opmerkingen matigde. Binnen het gezin compenseerde ze de invloed op haar man van haar moeder Elisabeth Kohler en haar halfzus Marie Bitzius. Daarnaast verzorgde zij de opvoeding van haar dochters Henriette Rüetschi-Bitzius en Cécile, terwijl haar zoon Albert Bitzius naar school ging in het weeshuis in Burgdorf en daarna het gymnasium in Bern. Ten slotte verwelkomde ze de vele gasten die haar echtgenoot regelmatig uitgenodigde.
Toen echtgenoot man in 1854 stierf, ervoer ze haar vertrek uit Lützelflüh, waar ze het grootste deel van haar leven had doorgebracht, als een traumatische gebeurtenis. In 1855 vestigde ze zich in Bern en vervolgens in 1860 in Sumiswald, waar haar oudste dochter Henriette Rüetschi-Bitzius de vrouw van de pastoor was, en uiteindelijk in 1867 in een van de landgoederen van Wankdorf, nabij Bern. Ze bracht de laatste 18 jaar van haar leven door met het voldoen aan de maatschappelijke verwachtingen van de weduwe van een predikant. Zo zorgde ze voor haar kinderen en kleinkinderen, vooral na het overlijden van haar schoonzoon Ludwig Rüetschi in 1866, en bleef ze de schakel tussen de leden van het gezin. Om de verkoop van de werken van Gotthelf te verzekeren, bleef ze contacten onderhouden met de Berlijnse uitgever Julius Springer van Springer Verlag. Ze stierf in 1872 na lang te hebben geleden aan gezondheidsproblemen.